# Artyom Sergueïev
Pour les articles homonymes, voir Sergueïev.
Artyom Fiodorovitch Sergueïev (en russe : Артём Фёдорович Сергеев), né le 5 mars 1921 et mort le 15 janvier 2008, est un major général de l'Armée rouge.

## Biographie
Son père est Fiodor Sergueïev, un révolutionnaire soviétique, ami de Sergueï Kirov et Joseph Staline. Celui-ci est tué dans le test de l'aérowagon en 1921 et Artyom Sergueïev est adopté par Staline.
Il commence son service militaire à l'âge de 17 ans en 1938 et combat le Troisième Reich. Il devient lieutenant-colonel à 23 ans et continue à servir dans l'armée.
Il a écrit deux livres sur la guerre et sur Staline. 
Sa femme est Amaya Ruiz Ibárruri, fille de la femme politique communiste espagnole Dolores Ibárruri et sœur du militaire Rubén Ruiz Ibárruri.